# Poór Ferenc
Poór Ferenc (Budapest, 1871. szeptember 29. – Szeged, 1936. április 26.) bőrgyógyász, egyetemi tanár, egészségügyi főtanácsos. 

## Életpályája
Poór Imre (1823–1897) bőrgyógyász, kórházi főorvos és Birly Paulina (1845–1909) fiaként született. Anyai nagyapja Birly Ferenc (1814–1887) bőrgyáros, háztulajdonos. 
Középiskolai tanulmányait 1881 és 1889 között a Kegyes-tanítórendiek Budapesti Főgimnáziumában végezte, majd beiratkozott a Budapesti Tudományegyetem Orvostudományi Karára.  
1896–1897-ben a II. sz. Kórbonctani és Kórszövettani Intézet díjtalan gyakornoka, 1897 és 1899 között a II. sz. Belgyógyászati Kóróda díjtalan gyakornoka, 1899-től a Bőr- és Bujakórtani Intézet díjtalan gyakornoka, 1900 és 1902 között díjazott gyakornoka, 1902 és 1905 között tanársegédje volt. 1905-ben kinevezték a Szent János Kórház bőrgyógyászati rendelőorvosává. 
1907-ben a Budapesti Tudományegyetemen a bőrbetegségek kór- és gyógytana című tárgykörből magántanárrá habilitálták. 1910-től a Szent Rókus Kórház, 1913-tól a Szent István Kórház főorvosaként praktizált. 1918-ban egészségügyi főtanácsosi rangot kapott. 1923. május 28-án a szegedi Ferenc József Tudományegyetem Bőr- és Nemikórtani Tanszékének nyilvános rendes tanára, egyúttal 1936-ig tanszékvezető és a klinika igazgatója volt.  
1922-ben a Szent István Akadémia IV. osztályú tagja lett. 
A szifiliszre vonatkozó kutatásokat folytatott, ő volt a funkcionális bőrgyógyászati vizsgálatok egyik meghonosítója. 
Felesége Vuk Anna (1882–1952) volt, Vuk Alajos és Strobentz Adél lánya, akivel 1900. október 4-én Budapesten, a Ferencvárosban kötött házasságot. Esküvői tanúik Hainiss Géza és Nékám Lajos voltak.

## Fontosabb művei
- A syphilis kórtana és gyógyítása (Budapest, 1914)
- Dermatológia (Budapest, 1922)
- A m. kir. Ferenc József tudományegyetem bőr- és nemikórtani klinikája Szegeden 1923/30. (Szeged, 1930)
- Az orvosi gondolkodás fordulójáról (Budapest, 1931)